# Dražan Jerković
Dražan Jerković (cuyo nombre de pila suele encontrarse mal escrito bajo la forma «Dražen»), (Šibenik, 6 de agosto de 1936 - Zagreb, 9 de diciembre de 2008), fue un jugador croata de fútbol, como centrodelantero y también como director técnico.

## Trayectoria
Jugó para el Dinamo Zagreb (1954-65) y para el ARA La Gantoise (1965-1966). Grandes lesiones lo obligaron a retirarse temprano. Con el Dinamo ganó el título de la Liga en 1958 y la
Copa de la Liga en 1960 y 1965. En 315 partidos para el Dinamo marcó 300 goles.

## Selección nacional
Fue internacional para la Selección de Yugoslavia entre 1960 y 1964, marcando 11 goles en 21 partidos. Participó en la Eurocopa 1960 y en la Copa Mundial de Fútbol de 1962. También fue parte del plantel yugoslavo en la Copa Mundial de 1958, pero no jugó.
En la Eurocopa 1960 también marcó dos goles contra Francia en la semifinal, en la cual Yugoslavia ganó 5-4. En la final, Yugoslavia perdió contra la Unión Soviética (1-2 en tiempo suplementario), terminando segunda.
En la Copa Mundial de 1962, Jerković marcó cuatro goles y tuvo el máximo puesto de goleador con otros cinco jugadores, ganando la Bota de Oro. Yugoslavia terminó en el cuarto lugar. En los cuartos de final, Yugoslavia le ganó a Alemania Occidental (1-0). En la semifinal Yugoslavia perdió con Checoslovaquia (1-3), y también con Chile por el tercer lugar (0-1).
Jugó también un partido internacional para Croacia, que se había separado de la Yugoslavia comunista, en un amistoso contra Indonesia en 1956.
También fue el director técnico de la Selección de Croacia entre 1990 y 1992.

### Participaciones en laCopa Mundial de Fútbol
| Mundial                        | Sede   | Resultado        | Partidos | Goles |
| ------------------------------ | ------ | ---------------- | -------- | ----- |
| Copa Mundial de Fútbol de 1958 | Suecia | Cuartos de final | 0        | 0     |
| Copa Mundial de Fútbol de 1962 | Chile  | 4.º puesto       | 6        | 4     |

### Participaciones enEurocopa
| Eurocopa      | Sede    | Resultado  | Partidos | Goles |
| ------------- | ------- | ---------- | -------- | ----- |
| Eurocopa 1960 | Francia | Subcampeón | 2        | 2     |

## Clubes
| Club                   | País       | Año       | Partidos | Goles |
| ---------------------- | ---------- | --------- | -------- | ----- |
| G. N. K. Dinamo Zagreb | Yugoslavia | 1954-1965 | 315      | 300   |
| ARA La Gantoise        | Bélgica    | 1965-1966 | 3        | 1     |

| Predecesor: Just Fontaine | 'Bota de Oro de la Copa Mundial de la FIFA Compartido con: Leonel Sánchez, Garrincha, Vavá, Valentin Ivanov y Flórián Albert' 1962 | Sucesor: Eusébio |

| Predecesor: Creado recientemente | Selección de fútbol de Croacia Entrenador 1990 - 1992 | Sucesor: Stanko Poklepović |

- Datos: Q314764
- Multimedia: Dražan Jerković / Q314764